# Várna trolibuszvonal-hálózata
Várna trolibuszüzeme 1986. január 1-jén alakult. Három vonalán összesen 40 trolibusz közlekedik.

## Vonalak
Várna trolibuszhálózata 2013-ban:
- 82 Várna vasútállomás – Vladislau Varnesi Park – Vladislav Varnenchik
- 83 Várna vasútállomás – Mladost – Központi buszállomás – TIS North (csak hétfőtől péntekig)
- 88 Asparuhovo – Mladost – Központi buszállomás – Vladislav Varnenchik

A korábbi, megszűnt vonalak:  81, 82A, 84, 85, 86, 86A, 87.

## Járműállomány

### Jelenlegi
- Škoda 14Tr – 31 db
- Škoda 15Tr – 9 db

### Forgalomból kivont
- Dac-Chavdar – 36 db

2014 januárjától a Škoda 30 db új trolibuszt szállít a városnak.